# ブラスト・オフ
『ブラスト・オフ』 (BLAST OFF) とは、アメリカのロカビリーバンド、ストレイ・キャッツが1989年にリリースしたアルバム。

## 解説
1988年に再結成したストレイ・キャッツが復活後の第一弾としてリリースした5thアルバム。「ジーン・アンド・エディ」は、敬愛するジーン・ヴィンセントとエディ・コクランの曲のフレーズをメドレー形式で織り込んでいる。

## 収録曲
1. ブラスト・オフ - Blast Off
2. ジーナ - Gina
3. ロックン・ロールに首ったけ - Everybody Needs Rock'n'Roll
4. ジーン・アンド・エディ - Gene And Eddie
5. ロカビリー・ルールス - Rockabilly Rules
6. ブリング・イット・バック・アゲイン - Bring It Back Again
7. スリップ・スリップ・スリッピン・イン - Slip, Slip, Slipin' in
8. ロカビリー・ワールド - Rockabilly World
9. ロッキン・オール・オーバー・ザ・プレイス - Rockin' All Over The Place
10. ナイン・ライブス - Nine Lives